# آلتنهوف، شلسویگ-هولشتاین
آلتنهوف، شلسویگ-هولشتاین (به آلمانی: Altenhof, Schleswig-Holstein) یک منطقهٔ مسکونی در آلمان است که در شلسویگ-هولشتاین واقع شده‌است.

## خصوصیات
آلتنهوف ۱۲٫۱۳ کیلومترمربع مساحت دارد ۵ متر بالاتر از سطح دریا واقع شده‌است.